# Santa Teresa (Rio de Janeiro)
Santa Teresa je četvrt u središnjem dijelu Rio de Janeira, poznata po starim zgradama i tramvajem koji prolazi njenim ulicama. Nalazi se na brdu pored četvrti Lapa. Četvrt je također poznata i po kulinarstvu, a najpoznatiji je trg Largo dos Guimarães. Santa Teresa je nezaobilazna stanica u turističkom obilasku Rija.

## Povijest
Četvrt je nastala od istoimenog samostana, koji je sagrađen u 18. stoljeću. Prvobitno, ovu četvrt su naseljavali bogatiji slojevi društva u Riju. Širenjem Rija, bogatiji su napustili ove krajeve. Ipak iz tog vremena još uvijek ima izvrsnih starih građevina, koje samo daju naslutiti o kakvom se bogatstvu i raskošu radilo prije 250 godina.
Tramvaj se pojavljuje 1872. godine i ubrzo postaje simbol ove četvrti, a danas je i jedini tramvaj u funciji u gradu. Tramvaj je prvobitno bio zelen, ali je zbog vegetacije, kao takav bio neprimjetan, bio preobojan u žuto, što mu je sada zaštitni znak. Od 1896. godine, tramvaj, prolazi kroz četvrt i preko starog akvadukta, pretvorenog u most, odlazi u centar.

## Zemljopis
Čitava četvrt se nalazi na izlomljenim padinama koje se nastavljaju na sve strane prema ostalim četvrtima Glória, Cosme Velho, Lapa, Bairro de Fátima, Catumbi i Rio Comprido. Na Santa Teresu se naslanja i favela, a izlazi i na nacionalni park Tijuca i na brdo Corcovado.

## Atrakcije
Santa Tereza je vremenom izgubila status bogataške četvrti, jer su bogatiji ljudi odlazili u južnu zonu grada, a danas u novu četvrt u zapadnoj zoni, Barra da Tijuca. Ipak atrakcije su ostale:
- tramvaj Bondinho
- park Parque das Ruínas
- samostan Svete Tereze
- umjetnički ateljei - neki od umjetnika žive i izlažu u ovoj četvrti svoje radove.
- restorani i barovi - četvrt je inače poznata po kulinarstvu
- crkva Igreja de Nossa Senhora das Neves
- muzej tramvaja

## Vanjske poveznice
- Portal četvrti  Arhivirana inačica izvorne stranice od 11. prosinca 2006. (Wayback Machine)
- web stranica o tramvajima   Arhivirana inačica izvorne stranice od 26. listopada 2006. (Wayback Machine)
- Santa Tereѕa u duši Carioca  Arhivirana inačica izvorne stranice od 2. rujna 2006. (Wayback Machine)